# Festival Internacional de la Orquídea
El Festival Internacional de la Orquídea es un certamen musical internacional realizado anualmente de manera ininterrumpida en Venezuela desde el año 1982 hasta el año 2012, regresando a su emisión en el 2023 tras 10 años de incógnita y suspensiones consecutivas. Es producido y transmitido en vivo por la cadena televisiva Venevisión. Se realiza el primer o segundo sábado del mes de noviembre en la Plaza de Todos Monumental de Maracaibo de con más de 10.000 espectadores, como parte del programa de televisión, Súper Sábado Sensacional, dentro del repertorio de la Feria de La Chinita en el estado Zulia.

## Historia

### Realización
La primera edición se realizó el 6 de noviembre de 1982, siendo Guillermo Dávila el primer artista en recibir este premio. Este festival se ha convertido en el festival musical más importante de Venezuela y uno de los más reconocidos en Latinoamérica. Su primer animador fue Amador Bendayan, seguido de Gilberto Correa, posteriormente Daniel Sarcos y, por último, Leonardo Villalobos. Luego de la suspensión consecutiva de 10 años, en su regreso en el año 2023, el festival pasó a ser animado por Henrys Silva, Nieves Soteldo y Daniel Sarcos como embajador oficial del mismo.
El público que asiste al festival a la Monumental de Maracaibo es quien decide que tipo de "Orquídea" se llevará el artista que se presente en el escenario, por medio de gritos, vítores y aplausos. El festival tiene una duración de entre 5 y 6 horas. Asimismo, dentro del Festival de la Orquídea se lleva a cabo la Gran Gala de la Belleza, donde se da a conocer la "Reina de la Feria Internacional de La Chinita".
Desde la primera edición hasta la actualidad, tanto la producción como la transmisión en vivo del evento están en manos de la cadena televisiva Venevisión, junto con la Alcaldía de Maracaibo y la Gobernación del Zulia. La realización se lleva a cabo en el marco de la Feria de la Chinita, festejo que conmemora el milagro de la Virgen de Chiquinquirá, la patrona del Estado Zulia. "La Orquídea", como es llamado popularmente el festival, se realizó y transmitió en televisión nacional de forma ininterrumpida durante 30 años, desde su creación hasta el año 2012, regresando en el 2023.
De 2000 a 2011, Súper Sábado Sensacional llevó a los segmentos que se producían en el programa: de 2000 a 2004, "La guerra de los sexos", con la animación de Viviana Gibelli y Daniel Sarcos, "El precipicio" en 2009 y 2010 y "Yo sí canto" en 2010 y 2011. Dichos segmentos se realizaban en una corta duración.
Solo en los años 1982, 1983, 2001, 2002 y 2008 el festival fue realizado en el Estadio José Encarnación Romero más conocido como el Estadio José Pachencho Romero en el Estado Zulia.

### Suspensiones consecutivas (2013-2022)
Debido a diversos inconvenientes económicos entre Venevisión y el Comité de Feria de la Chiquinquirá, quienes producen mancomunadamente el evento año a año junto a la Alcaldía de Maracaibo y la Gobernación del Zulia, quienes tenían disputas políticas para ese año, no se pudo realizar la Trigésima primera edición en 2013.
En diciembre del 2014, Super Sábado Sensacional dijo en su cuenta de Twitter que el festival se volvería a realizar entre noviembre o diciembre del 2015, pero sin logró alguno de poder realizarse, y sin avisos en los posteriores años de una posible realización. A la fecha la edición XXX de 2012 había sido la última en realizarse.
El 1 de febrero de 2018 el entonces alcalde de Maracaibo, Willy Casanova (2017-2021), en una entrevista concedida a Venevisión, notificó que la edición XXXI del Festival de la Orquídea se realizaría en el año en curso. El viernes 2 de marzo, el presidente del Comité de Feria y Eventos Públicos del Estado Zulia, el cantante Omar Enrique, quien anuncio inicialmente el evento en enero de 2018, confirmó que la fecha de regreso sería el 3 de noviembre. Posteriormente el 18 de octubre, Venevisión confirmó no sería como tal el Festival, sino la 52° Elección de la Reina de La Feria de La Chiquinquirá desde el Palacio de Eventos de Maracaibo, quedando por quinto año consecutivo pospuesto la edición XXXI del Festival de la Orquídea. El organizador del evento, Omar Enrique, aseveró que debido a la crisis eléctrica presentó en la región durante el año no se culminaron las reparaciones de la Plaza de Toros de Maracaibo. Durante el 2019 tampoco se realizó el evento, esto en parte debido a que para la fecha la crisis energética por la que pasó la entidad zuliana ese año apenas había comenzado a estabilizarse. Se previó que de no haber más eventualidades en el Zulia, pudiera haberse visto nuevamente el Festival para el año 2020, opinión motivada por la importancia cultural que ha tenido el evento dentro de las celebraciones locales y por el interés de la gobernación zuliana por atraer más turismo a la entidad y dar una mejor imagen del estado. Sin embargo, esto nunca sucedió, especialmente por la pandemia del COVID-19 en Venezuela. Entre 2021 y 2022 tampoco se pudo realizar, posiblemente por las secuelas de la pandemia.

### Regreso oficial para 2023
Luego de una gran incógnita, el sábado 3 de junio de 2023 en la edición del programa Súper Sábado Sensacional, el alcalde de Maracaibo, Rafael Ramírez Colina, dio a conocer la noticia sobre el regreso del festival para noviembre de ese año. 
Bajo el lema ¡Zulia allá vamos!, el festival fue realizado en La Plaza para Todos, antigua Plaza de Toros de Maracaibo. El primer artista confirmado para esta edición XXXI fue Sixto Rein y contó con la transmisión de Venevisión en Súper Sábado Sensacional.

## Galardones

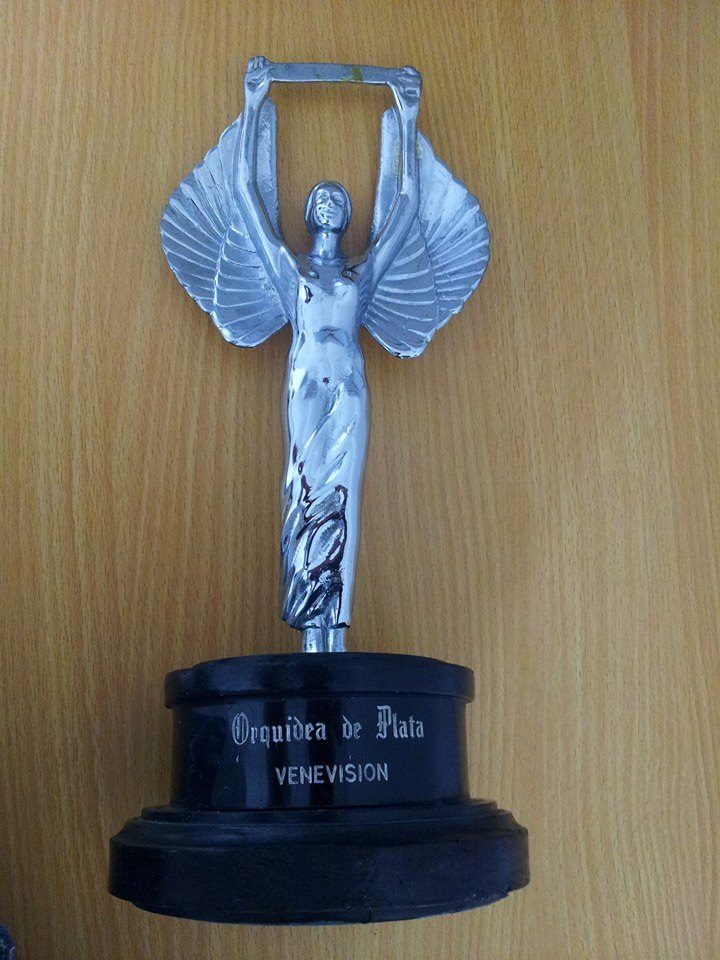
Modelo de la Estatuilla de Plata de Festival Internacional de la Orquídea entre 1982 a 1991

El premio del festival, es una estatuilla que tiene la forma de una persona con los brazos alzados sosteniendo una orquídea, flor nacional de Venezuela. Actualmente existen doce categorías de los Premios Orquídea:

### Principales
- Orquídea de Bronce: desde la edición de 1992. Roberto Antonio se había convertido en el primer y único artista en la historia del Festival en ganarse la Orquídea de Bronce en 1993, la cual no recibió después que, tras un corte comercial, y por petición popular, ganarse la Orquídea de Plata
- Orquídea de Plata: desde la edición de 1982. Conocida como la orquídea original, ya que inicialmente el nombre del premio era "Orquídea de Plata", y el público decidía si premiaba o no al artista. Guillermo Dávila fue el primer artista en la historia del festival en recibir una estatuilla del festival.
- Orquídea de Oro: desde la edición de 1992. En 1992 El grupo Binomio de Oro de América fueron los primeros en ganarse la Orquídea de Oro.
- Orquídea de Platino: desde la edición de 1995. Rocío Dúrcal fue la primera artista en la historia del festival en ganarse la Orquídea de Platino como homenaje a sus 35 años de carrera artística. Ese año Gilberto Correa recibe el mismo galardón como homenaje a sus 30 años de carrera artística.
- Orquídea de Diamante: desde la edición de 1999. Elvis Crespo fue el primer artista en la historia del festival en ganarse la Orquídea de Diamante. En 2001, Olga Tañón fue la primera artista femenina en la historia del festival en ganarse la Orquídea de Diamante.
- Orquídea de Doble Diamante: desde la edición de 2002: Ricardo Montaner fue el primer artista en la historia del festival en ganarse la Orquídea de Doble Diamante.
- Orquídea de Uranio: desde la edición de 2008 se convierte en el máximo galardón. En 2008, Olga Tañón fue la primera artista en la historia del festival en ganarse la Orquídea de Uranio.
- Orquídea Digital: desde la edición de 2023, se entrega a quienes obtiene las mayores votaciones a través de la página web de Venevisión. La primera en recibirla fue Karina.[9]

El público es quien decide que tipo de orquídea se llevará el artista, por medio de a gritos, vítores y aplausos denominado El aplausómetro o través de internet, comenzando por el más bajo Orquídea de Bronce, hasta llegar al máximo galardón, que es el Uranio, de este último, solo a nueve artistas y presentadores se les han entregado dicha estatuilla: Olga Tañón, Silvestre Dangond, Chino y Nacho, Oscarcito, Criollo House, Karina, Jonathan Moly, La Melodía Perfecta, Sixto Rein y Daniel Sarcos.

### Especiales
- Orquídea de la Gaita: desde la edición de 2005. Ricardo Cepeda recibe el primer galardón especial en la historia del Festival al ganarse la Orquídea de la Gaita.
- Orquídea al Mérito: Se entregó en dos ocasiones, la primera artista que obtuvo esta distinción fue Mayré Martínez en el año 2006 ya que venía de ser la ganadora del Latin American Idol (Temporada 1) y a Karina que recibe esta distinción en el año 2011 como homenaje a sus 25 años de carrera artística.
- Orquídea de Edición Especial: Se entregó en dos ocasiones, la primera artista que obtuvo esta distinción fue Dayana Mendoza en el año 2008 ya que venía de ganar el concurso Miss Universo 2008 y a Stefanía Fernández que recibe esta distinción en el año 2009 por su triunfo en el Miss Universo 2009.
- Orquídea al Talento Infantil: Se ha entregado en una sola ocasión, en 2012, como reconocimiento al cantante Carlos Romero "El Potrillo".

## Presentadores
El Festival Internacional de la Orquídea, es anualmente conducido por el presentador del programa de televisión, Súper Sábado Sensacional.
| Presentador(a)      | Periodo   | Ediciones    | Nota                                  |
| ------------------- | --------- | ------------ | ------------------------------------- |
| Amador Bendayán     | 1982-1987 | I a V        | Anfitrión de Sábado Sensacional       |
| Gilberto Correa     | 1988-1996 | VI a XIV     | Anfitrión de Súper Sábado Sensacional |
| Daniel Sarcos       | 1996-2009 | XV a XXVII   | Anfitrión de Súper Sábado Sensacional |
| Daniel Sarcos       | 2023      | XXXI         | Anfitrión Oficial del Festival        |
| Leonardo Villalobos | 2010-2012 | XXVIII a XXX | Anfitrión de Súper Sábado Sensacional |
| Henrys Silva        | 2023      | XXXI         | Anfitrión de Súper Sábado Sensacional |
| Nieves Soteldo      | 2023      | XXXI         | Anfitrión de Súper Sábado Sensacional |

## Artistas invitados
Han sido muchos los artistas, tanto nacionales como internacionales, que han hecho presencia durante los más de 30 años del Festival de la Orquídea, y varios de ellos se han llevado varias "Orquídeas", al ser invitados en más de una edición, como es el caso de Guillermo Dávila (el artista con más presentaciones en el festival, con 11 participaciones entre 1982 y 1997), Karina (la artista femenina con más presentaciones en el festival, con 7 participaciones en 1986, 1987, 1989, 1993, 1996, 2011 y 2023) y Chayanne (el artista extranjero con más presentaciones en el festival, con 5 participaciones entre 1988 y 2003).

### Artistas venezolanos
Entre los más destacados se encuentran:
- José Luis "Puma" Rodríguez
- Lila Morillo
- Ricardo Montaner
- Roberto Antonio
- Guaco
- Chino & Nacho
- Mermelada Bunch
- Franco De Vita
- Grupo Treo
- La Melodía Perfecta
- Servando & Florentino
- Omar Acedo
- Reynaldo Armas
- Dayana Mendoza
- Stefanía Fernández
- Gaiteros de Pillopo
- Salserín
- Las Payasitas Nifu Nifa
- Kiara
- Benjamín Rausseo
- Mayré Martínez
- Juan Miguel
- Maracaibo 15
- Voz Veis
- Criollo House
- Franco & Oscarcito
- Oscarcito
- Arán de las Casas
- Víctor Cámara
- Carlos Montilla
- Víctor Drija
- Jonathan Moly
- Vocal Song
- Tecupae
- Karina
- Gran Coquivacoa
- Calle Ciega
- Luis Martínez
- Koquimba
- Daniel Sarcos
- Bacanos
- Guillermo Davila
- Miguel Moly
- Los Fantasmas del Caribe
- Los adolescentes
- Oscar D'León
- Melissa
- Gustavo Elis
- Sixto Rein
- Los Cadillac's
- Gilberto Correa
- Amador Bendayán
- Daiquirí

### Artistas extranjeros
Entre los más importantes destacan:
| Michael Jackson                    | Bandera de España   | Loco Mía |
| Bandera de Brasil                  | Nelson Ned          |          |
| Bandera de España                  | Mecano              |          |
| Bandera de Puerto Rico             | Olga Tañón          |          |
| Bandera de España                  | Raphael             |          |
| Bandera de la República Dominicana | Las Chicas del Can  |          |
| Bandera de España                  | David Bisbal        |          |
| Bandera de México                  | Emmanuel            |          |
| Bandera de Puerto Rico             | Chayanne            |          |
| Bandera de España                  | José Luis Perales   |          |
| Bandera de España                  | Rocío Dúrcal        |          |
| Bandera de Puerto Rico             | Don Omar            |          |
| Bandera de Puerto Rico             | Luis Fonsi          |          |
| Bandera de la República Dominicana | Eddy Herrera        |          |
| Bandera de Colombia                | Binomio de Oro      |          |
| Bandera de Colombia                | Jorge Celedón       |          |
| Bandera de Puerto Rico             | Tito El Bambino     |          |
| Bandera de Colombia                | Silvestre Dangond   |          |
| Bandera de Puerto Rico             | Dyland & Lenny      |          |
| Bandera de Puerto Rico             | Jowell & Randy      |          |
| Bandera de Estados Unidos          | Tony Dize           |          |
| Bandera de Puerto Rico             | R.K.M. & Ken-Y      |          |
| Bandera de Colombia                | Nelson Velásquez    |          |
| Bandera de España                  | David Bustamante    |          |
| Bandera de Puerto Rico             | Alexis & Fido       |          |
| Bandera de Colombia                | Felipe Peláez       |          |
| Bandera de Colombia                | Jean Carlos Centeno |          |
| Bandera de la República Dominicana | Wilfrido Vargas     |          |
| Bandera de la República Dominicana | Sandy & Papo        |          |
| Bandera de México                  | Alejandro Fernández |          |
| Bandera de España                  | Álex Ubago          |          |
| Bandera de la República Dominicana | Ilegales            |          |
| Bandera de México                  | Pedro Fernández     |          |
| Bandera de Puerto Rico             | Elvis Crespo        |          |
| Bandera de Estados Unidos          | Magic Juan          |          |
| Bandera de México                  | Patricia Manterola  |          |
| Bandera de Puerto Rico             | Proyecto M          |          |
| Bandera de México                  | Paulina Rubio       |          |
| Bandera de Puerto Rico             | Jerry Rivera        |          |
| Bandera de Colombia                | Omar Geles          |          |
| Bandera de México                  | Pablo Montero       |          |
| Bandera de Estados Unidos          | Don Fulano          |          |